# Bettina Planková
Bettina Planková (* 24. února 1992 Feldkirch) je rakouská karatistka, která soutěží v kumite váhové kategorie do 50 kg.
Karate se věnuje od devíti let a v šestnácti letech se stala rakouskou reprezentantkou. Vystudovala sportovní gymnázium v Dornbirnu a narukovala do rakouské armády, kde získala hodnost četařky. Připravuje se v klubu Karatedo ve Welsu a ve Vorarlberském olympijském centru.
V roce 2015 získala titul mistryně Evropy. Na mistrovství světa v karate získala v letech 2016 a 2018 bronzovou medaili. Na Světových hrách 2017 vypadla ve skupině. V roce 2019 vyhrála Evropské hry.
Na olympiádě v Tokiu získala bronzovou medaili v nejlehčí váhové kategorii, když skončila v základní skupině druhá a postoupila do semifinále, kde podlehla pozdější vítězce Ivet Goranovové.
V letech 2015 a 2016 byla zvolena nejlepší sportovkyní spolkové země Vorarlbersko.